# Archives départementales de la Marne
Les archives départementales de la Marne sont un service du conseil départemental de la Marne. Elles se situent à Châlons-en-Champagne et à Reims.

## Historique
Le site de Châlons occupe une partie des anciens bâtiments du couvent de Vinetz. Le site de Reims est dans un bâtiment du XXIe siècle sur le site du Moulin de la Housse.

## Directeurs

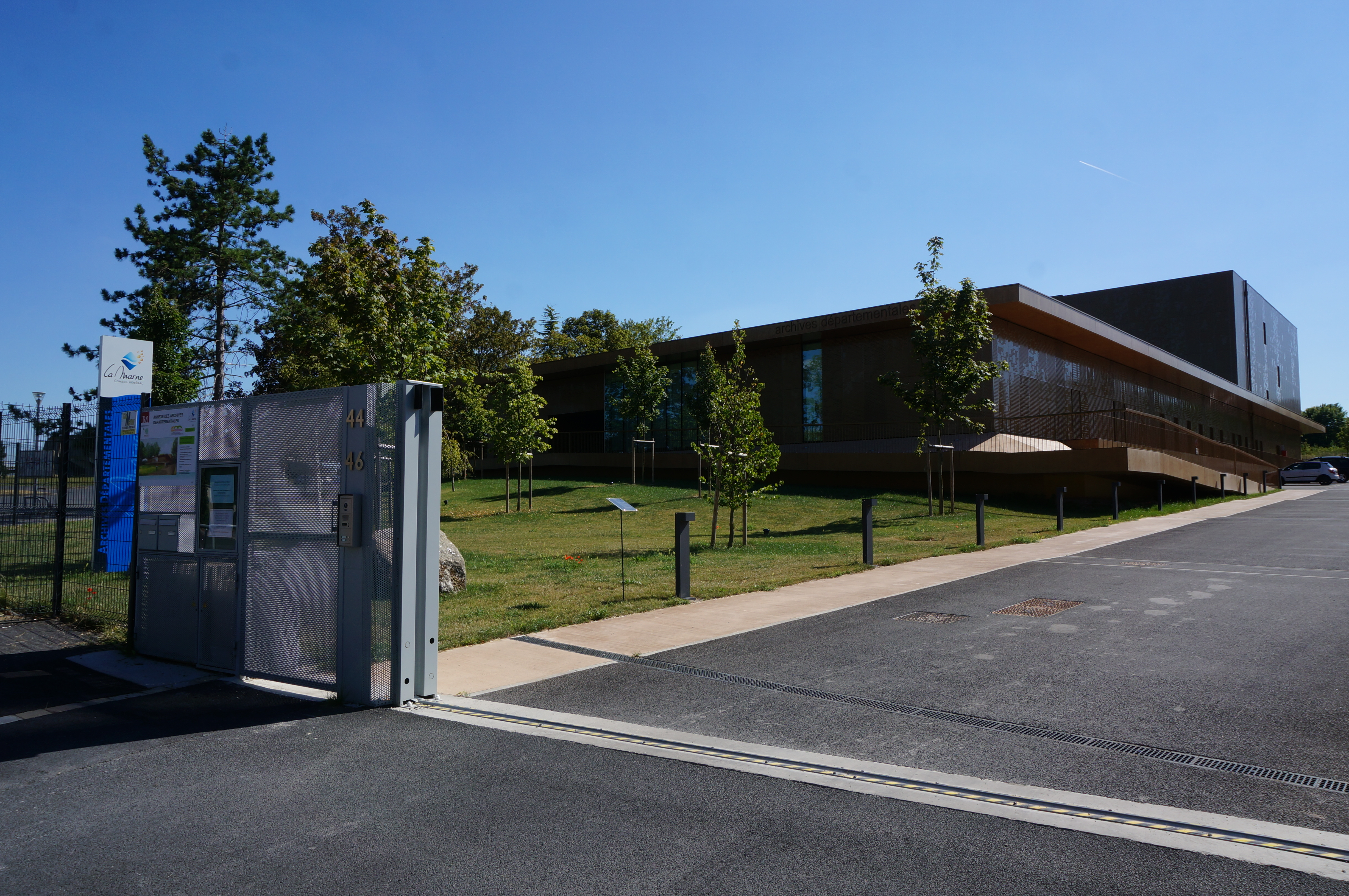
Le site de Reims.

- 1809-1849 : Bouquet ;
- 1850-1868 : Noël-Prosper Hatat ;
- 1868-1878 : Alphonse Vétaut ;
- 1878-1903 : Paul Pélicier ;
- 1903-1938 : Just Berland ;
- 1938-1940 : Michel Legrand ;
- 1941-1971 : René Gandilhon ;
- 1971-1977 : Philippe du Verdier de Vauprivas ;
- 1977-1989 : Georges Dumas ;
- 1989-1995 : Catherine Marion;
- 1995-2000 : Louis Bergès;
- 2001-2008 : Lionel Gallois ;
- 2009-2024 : Isabelle Homer.
- 2024-en cours : Cédric Gourjault

## Accès
- Rue Carnot de Châlons-en-Champagne : bus n°1, arrêt « Préfecture » ;
- Centre annexe de Reims : bus ligne D, terminus « Faculté des sciences ».

## Fonds numérisés
- état civil
- recensements
- cadastre
- cartes et plans

## Pour approfondir